# 서울독립영화제
서울독립영화제(서울獨立映畵祭, Seoul Independent Film Festival, SIFF)는 매년 겨울 대한민국 서울특별시에서 개최되는, 대한민국을 대표하는 독립 영화제이다.
영화진흥공사가 주최해온 이 영화제는 1975년 한국청소년영화제로 시작하여, 1989년 금관상영화제, 1994년 금관단편영화제, 1998년 한국청소년단편영화제로 명칭이 변경되어 왔으며, 영화진흥위원회의 출범 이후인 1999년 한국독립단편영화제라는 이름으로 본격적인 경쟁독립영화제로 변모했다. 2002년부터 사단법인 한국독립영화협회가 공동주최로 참여하기 시작했으며, 명칭 또한 서울독립영화제로 변경되었다. 2010년부터는 한국독립영화협회의 단독 주최로 진행되어오고 있다.

## 조직
- 주최 : 한국독립영화협회
- 주관 : 서울독립영화제 집행위원회

## 목적
- 한 해 동안 만들어진 독립영화를 평가하고 새로운 비전을 제시한다.
- 독립영화의 질적 향상을 유도한다.
- 독립영화와 관객과의 적극적인 만남을 시도한다.
- 독립영화의 새로운 시도와 도전을 격려하는 장을 마련한다.
- 해외의 독립영화를 소개함으로써 독립영화인들의 창작의식을 고취시킨다.

## 성격
- 대한민국 독립영화들을 위한 경쟁 영화제이며, 모든 장르를 아우르며, 장르와 시간 구분 없이 공모하여 시상한다.
- 또한 별도의 초청 섹션을 통해 독립영화의 다양한 경험을 소개한다.

## 역대 영화제
| 회차 (년도) | 개막작                                          | 폐막작(대상 수상작)       | 슬로건                                              |
| ----------- | ----------------------------------------------- | ------------------------- | --------------------------------------------------- |
| 43회(2017)  | 유지영 · 정가영 · 김태진 《너와 극장에서》      | 김중현 《이월》           | MADE IN NOW                                         |
| 44회(2018)  | 강동완 · 김한라 · 임오정 《잠시 쉬어가도 좋아》 | 강상우 《김군》           | OF(F) COURSE                                        |
| 45회(2019)  | 장률 《후쿠오카》                               | 김현정 《입문반》         | SHIFT                                               |
| 46회(2020)  | 민병훈 《기적》                                 | 이란희 《휴가》           | 어제와 다른 세계 (A World Different from Yesterday) |
| 47회(2021)  | 최승연 《스프린터》                             | 지혜원 《집에서, 집으로》 | Back to Back                                        |
| 48회(2022)  | 김태일, 주로미 《또 바람이 분다》               | 이정홍 《괴인》           | 사랑의 기호 (The Art of Love)                       |

## 프로그램
서울독립영화제의 영화 상영 프로그램은 크게 국내 경쟁부문과 국내초청부문, 해외 초청부문으로 구성된다. 각 부문은 60분을 기준으로 장, 단편으로 나뉘어 섹션이 구성된다.
- 국내 경쟁부문 : 국내 경쟁부문은 공모를 통해 예심위원회가 선정한 작품이다.
- 국내 초청부문 : 국내 초청부문은 서울독립영화제가 기획 초청한 대한민국 내 작품들이다.
- 해외 초청부문 : 해외 초청부문은 서울독립영화제가 기획 초청한 해외 작품들이다.

## 시상

### 본상
- 대상: 경쟁 부문 중 대상 작품을 선정하여 상금과 상패를 수여한다.
- 최우수 작품상 : 경쟁 부문 중 대상 작품을 선정하여 상금과 상패를 수여한다.
- 우수 작품상 : 경쟁 부문 중에서 우수한 작품을 선정하여 상금과 상패를 수여한다.
- 독립 스타상 : 경쟁 부문 중에서 배우부문과 스탭부문으로 나누어 선정하며 각각 상금과 상패를 수여한다.

### 특별상
- 관객상 : 관객들의 투표를 통해 최고의 호평을 받은 작품에 수여하며 상패와 부상을 수여한다.
- 독불장군상 : 한국독립영화협회 운영위원회가 경쟁 부문 중에서 선정하여 상금 및 상패를 수여한다.

## 작품 배급
- 순회 상영회(인디피크닉) : 수상작 및 상영작은 서울독립영화제 지역 네트워크와 함께 하는 순회 상영에 상영된다.
- 온라인 상영 : 수상작 및 상영작은 서울독립영화제가 기획하는 온라인 상영에 상영된다.
- DVD 출시 : 수상작 및 상영작 중 작품을 선별하여 기획 DVD를 제작 판매한다.

## 같이 보기
- 한국독립영화협회
- 올해의 독립영화상
- 독립영화전용관 인디스페이스
- 독립 영화
- 인디다큐페스티발
- 독립영화 배급지원센터